# Jan Massinkhal
De Jan Massinkhal was een gemeentelijke sporthal en evenementenlocatie in de Nederlandse stad Nijmegen.
De hal werd in 1980 geopend als Gofferthal en in 1990 vernoemd naar oud-wethouder Jan Massink.
De accommodatie wordt gebruikt voor zowel breedtesport als topsport. Ook worden er tentoonstellingen, voorstellingen en andere evenementen gehouden. De Jan Massinkhal heeft een vaste tribune voor 500 toeschouwers en dit aantal is uit te breiden tot 3000. In totaal heeft het complex aan de Nieuwe Dukenburgseweg een capaciteit voor 4300 bezoekers.
Anno 2011 waren er plannen om de hal te slopen in verband met de bouw van een nieuwe topsportaccommodatie bij het Goffertstadion. Dit plan vond geen doorgang en in 2015 werd het gebouw gerenoveerd en uitgebreid.
Medio 2025 wordt de Jan Massinkhal gesloopt om plaats te maken voor een nieuwe sporthal en zwembad.

## Externe link

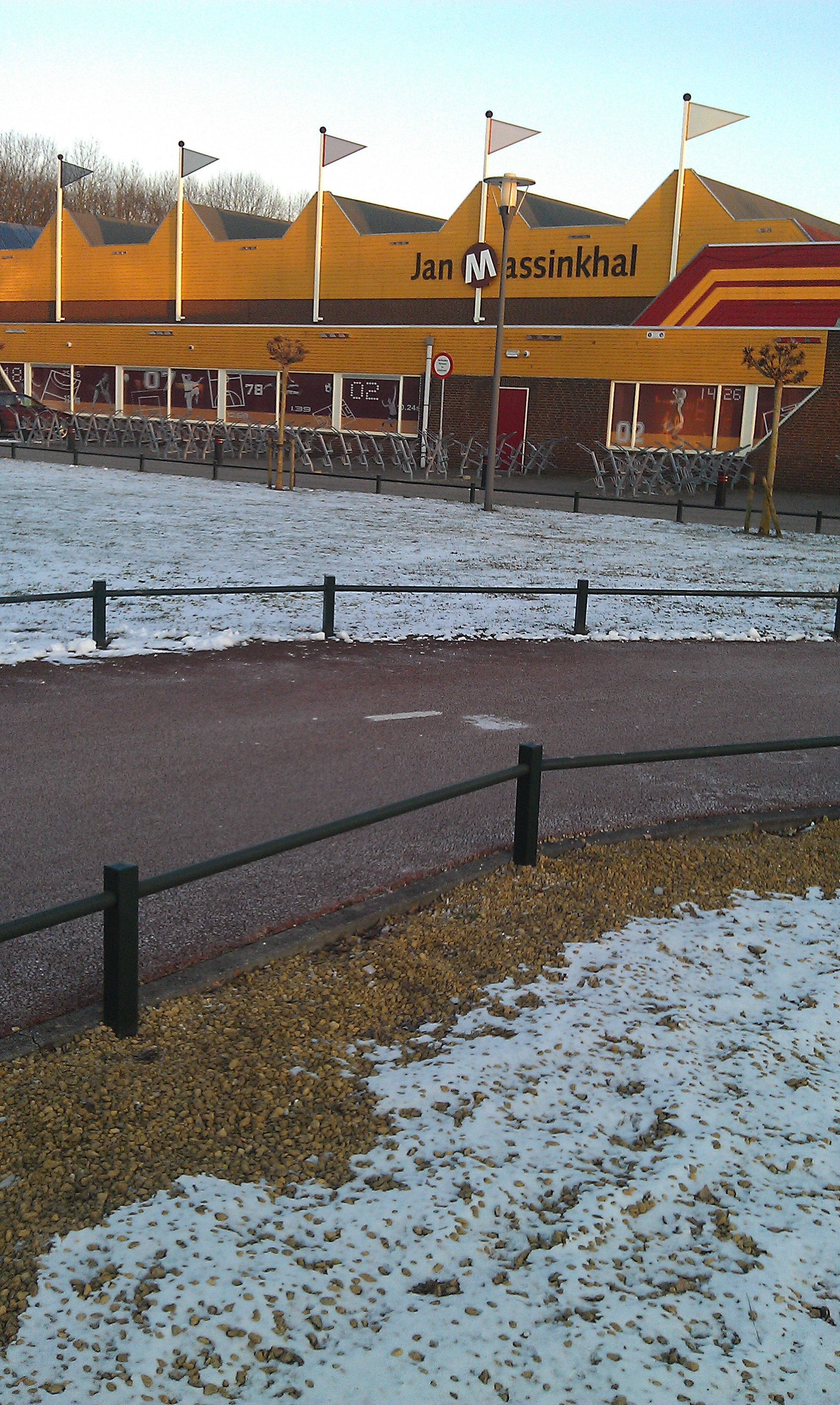
De ingang van de Jan Massinkhal aan de Nieuwe Dukenburgseweg (2012)